# NGC 5144
NGC 5144 é uma galáxia espiral na direção da constelação de Ursa Minor. O objeto foi descoberto pelo astrônomo William Herschel em 1791, usando um telescópio refletor com abertura de 18,7 polegadas. Devido a sua moderada magnitude aparente (+12,9), é visível apenas com telescópios amadores ou com equipamentos superiores. 